# Igreja de São João da Praça

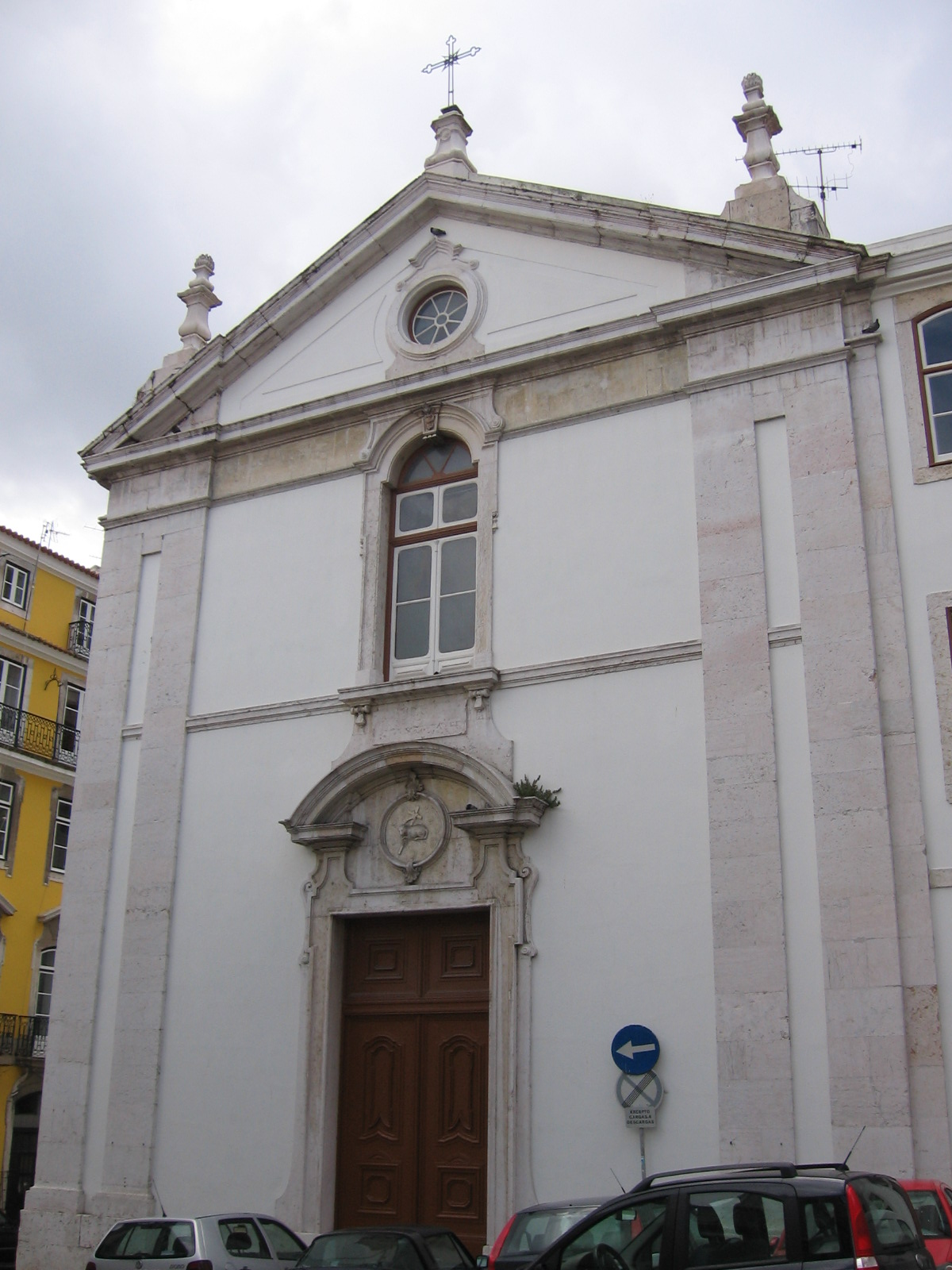
Fassade der Igreja de São João da Praça

Die Igreja de São João da Praça ist ein römisch-katholisches Kirchengebäude in der Stadtgemeinde Santa Maria Maior der portugiesischen Hauptstadt Lissabon.

## Geschichte
Der Überlieferung zufolge befand sich an der Stelle der heutigen Kirche bis zum Erdbeben von 1755 eine kleine Kapelle, die Johannes dem Täufer geweiht war.
Während der Regentschaft von Königin Maria I. wurde 1789 die heutige Kirche errichtet. Sie war bis 1885 Zentrum der gleichnamigen Freguesia São João da Praça. 1828 wurde in der Kirche der Maler José Rodrigues getauft.